# 郵趣 (雑誌)
郵趣（ゆうしゅ）は、1945年に創刊された日本の月刊誌。発行元は日本郵趣協会。実際の編集は日本郵趣出版が行っている。

## 概要
1945年9月発行の創刊号はA5判20ページで、発行部数は2,000部。表紙には、PHILATELIC JOURNAL 切手雑誌とも表記されていた。戦後の一時期には休刊したが、1949年1月に復刊された。その当時は日本の新切手の紹介記事が中心であったが、その後、世界の新切手の紹介記事がカラー図版とともに掲載されるようになった。
現在は、日本の新切手ニュース、世界の新切手ニュース、イベント・スケジュール、郵趣の目、特集記事などで構成されている。また、切手収集に役立つ新刊書やカタログの案内、全国各地の切手店の情報などの情報も掲載されている。